# Maisoncelles-en-Brie
Maisoncelles-en-Brie település Franciaországban, Seine-et-Marne megyében. Lakosainak száma 967 fő (2022. január 1.). Maisoncelles-en-Brie Pommeuse, Sancy, Crécy-la-Chapelle, Giremoutiers, Guérard és La Haute-Maison községekkel határos.

## Népesség
A település népességének változása:
| Lakosok száma | 862  | 865  | 893  | 900  | 917  | 926  | 954  | 958  | 967  |
|               | 2013 | 2015 | 2016 | 2017 | 2018 | 2019 | 2020 | 2021 | 2022 |